# Templo Banashankari Amma
El Templo Banashankari Devi (o Templo Banashankari, en hindi: बनशंकरी अम्मा मंदिर) es un santuario hindú situado en Cholachagudda cerca de Badami, en el distrito de Bagalkot, Karnataka, India. El templo recibe el nombre popular de Shakambhari Banashankari o Vanashankari, ya que se encuentra en el bosque de Tilakaaranya. La deidad del templo también recibe el nombre de Shakambhari (en canarés: ಶಾಕoಭರಿ), una encarnación de la diosa Parvati.
El templo atrae a devotos de Karnataka y del vecino estado de Maharashtra. El templo original fue construido por los reyes de la Badami Chalukya del siglo VII, que adoraban a la diosa Banashankari como su deidad tutelar. El templo celebra su festival anual llamado Banashankari jatre, en los meses de enero o febrero. El festival incluye programas culturales, un festival de barcos y un Rath yatra, en el que la diosa del templo desfila por la ciudad en carroza. Banshakhari es una forma de Maa Shakambhari Devi cuyo templo real, principal y antiguo se encuentra en Saharanpur distrito de Uttar Pradesh. También se la conoce como Shaktipeeth Shakambhari Devi. Hay estatuas de Bhima, Bhramari, Shatakshi y Ganesha junto con la madre.

## Etimología y otros nombres
Banshankari o Vanashankari se compone de dos palabras en sánscrito: vana' (“bosque”) y Shankari (“la consorte de Shiva, Parvati”). El templo se llama popularmente Vanashankari por estar situado en el bosque de Tilakaaranya. La transformación de vana- a bana- refleja una adaptación común de préstamos en canarés a partir de palabras en sánscrito. El otro nombre popular que se le da es Shakambhari, que significa la “Diosa Vegetal” Está formado por la unión de dos palabras Shaka y Ambari. En sánscrito, Shaka significa “verduras o comida vegetariana” y Ambari significa “el que lleva o soporta al hambriento”. Una elaboración posterior es que "Shakambhari" viene de Shakam unido a la raíz Bhri (Shaka = verduras o comida y raíz bhri = nutrir).
Los lugareños también llaman a la diosa del templo Balavva, Banadavva, Sunkavva, Shiravanthi, Chowdamma y Vanadurge. Se dice que Banashankari es la sexta encarnación de la diosa guerrera Durga.

## Historia

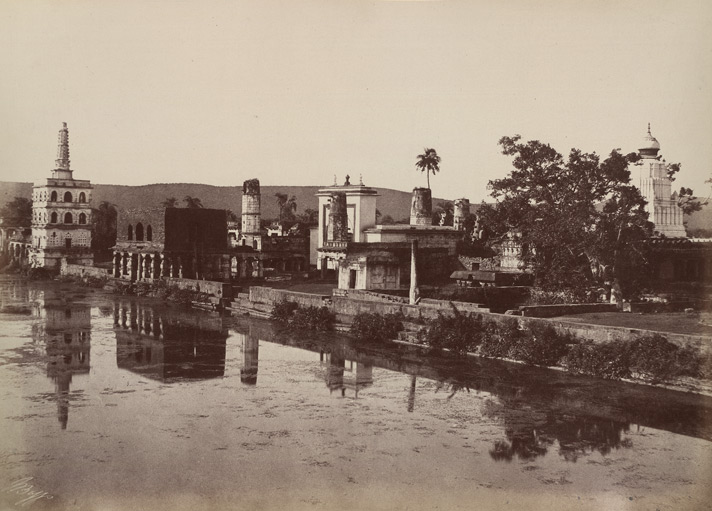
Vista completa del complejo del templo Banashankari en 1855.

Los historiadores han datado el templo original en el siglo VII d. C., en el periodo del Imperio de los chalukya occidentales, cuando Jagadekamalla I instaló la imagen de la diosa en el año 603 d. C. (según las inscripciones epigráficas). El actual templo reformado fue construido en 1750, por Parusharam Agale, un cacique marata.
También se dice que el templo original ya existía antes del reinado de los Chalukyas, que favorecieron las creencias de las órdenes religiosas visnuistas, shivaísta, jainista y shaktista. Adoraban a Banashankari como una forma de Sakti, su diosa suprema. Las inscripciones epigráficas mencionan que Jagadekamalla I renovó el templo con varias adiciones. Otra inscripción en canarés sobre un pilar situado en el lado norte del templo, datado en 1019, describe la valentía del rey Rashtrakuta Bhimadeva. Los Dipastambha (pilares con lámparas) se ven a la entrada del templo; su construcción, según una inscripción, se atribuye al guerrero Ketimayya.

## Estructura

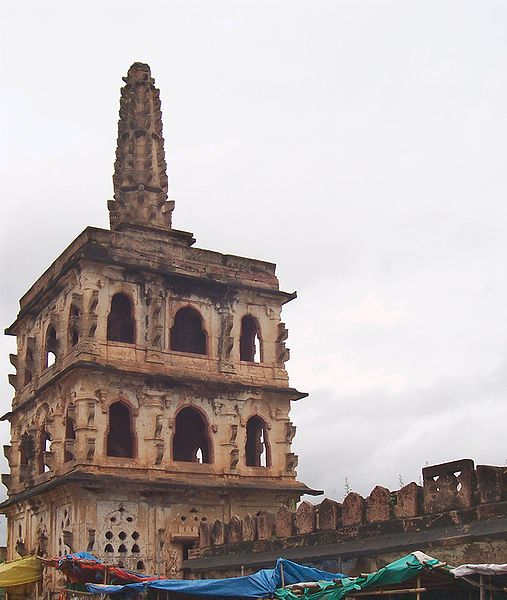
La torre de vigilancia cum “Deepa Stamba” (torre de la lámpara) en la orilla del tanque de agua frente al templo Shakambari.

El templo se construyó inicialmente en estilo arquitectura dravídica. La estructura reconstruida es de estilo arquitectura vijayanagara. El templo está rodeado por un alto muro en todos sus lados. La estructura principal tiene un mukha mandapa (pórtico), un ardha mantapa (pórtico/cámara de entrada frente al santuario) y un Garbhagriha (sanctasanctórum) rematado por una vímana (torre). El santuario principal del templo tiene deificada la imagen de la diosa Banashankari. La escultura de piedra negra representa a la diosa sentada sobre una leona que pisotea a un demonio bajo sus pies. La diosa tiene ocho brazos y sostiene un trishulal (tridente), damru (tambor de mano), kapaalpatra (kapala: copa de cráneo), ghanta (campana ritual), escrituras védicas, khadga-kheta (espada y escudo) y la cabeza cortada de un demonio. La diosa era la Kuladevi (deidad tutelar) de los chalukyas. La diosa Banashankari es el dios tutelar de la comunidad Devanga. La comunidad de tejedores Devanga, en particular, tiene a esta diosa en gran veneración. Banashankari es también la deidad tutelar de algunos Deshastha Brahmin (subcasta hindú).
Hay una cisterna de agua cuadrado de 360 m en la entrada del templo, que se llama localmente Haridra Tirtha, una versión corrupta del nombre Jarischandra tirtha. El estanque está rodeado de mandapas (salas) de piedra en tres de sus lados. Un pradakshina o camino de circunvalación rodea la cisterna.
En primer plano del templo, en la orilla oeste de la cisterna y también en la entrada, se ven torres con lámparas (Deepa stambhas). La torre en la orilla de la cisterna es también una torre de guardia poco común que «refleja la mezcla Vijayanagara de hindú y estilo islámico». Se llama la Torre de la Victoria.

## Leyenda
Las escrituras Skanda-purana y Padma-purana afirman que el demonio Durgamasura acosaba constantemente a la población local. Respondiendo a las plegarias de los Devas (semidioses) que apelaron a Dios a través de un sacrificio para que los protegiera de Durgamasura, el Señor dirigió a la diosa Shakambari para que ayudara a la gente. La diosa apareció a través del fuego del Yajña (sacrificio de fuego) en la forma de la diosa Shakambari. Ella mató al demonio después de un feroz encuentro y restauró la paz en la región. Banashankari es considerada como la encarnación de la diosa Parvati, que es la consorte del dios Shiva.
Los bosques que rodean el templo tienen plantas y árboles de coco, plátano y hojas de betel. De ahí que también se diga que durante una grave hambruna, la diosa proporcionó verduras y alimentos para que la gente sobreviviera y, por ello, la diosa recibió el nombre de Shakambari.

### Rath yatra

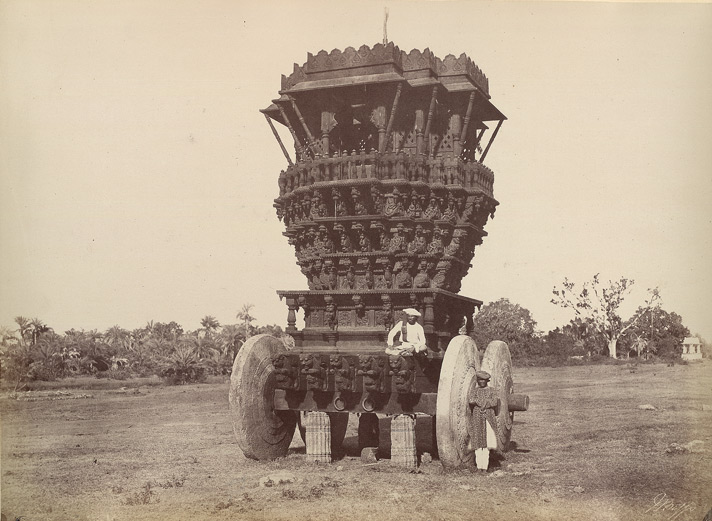
Ratha de madera de Banashankari, foto tomada en 1855 por Thomas Biggs (coche o carro).

El Rath yatra o festival en carro de la diosa que se celebra cada año comienza el día de luna llena del mes hindú. Pausha (enero) en el que la diosa del templo Parvati es llevada en carroza (un santuario móvil) en procesión por las calles del pueblo de Cholachagudd desde la puerta del templo hasta Padhkatte, otra escultura cercana. El Rath yatra es presenciado por miles de personas de todo el Estado, independientemente de su casta y credo. Para presenciar este espectáculo cultural y religioso, los habitantes de las aldeas adyacentes acuden en carros decorados con colores vivos.
Durante las celebraciones religiosas en los templos hindúes, las imágenes de los dioses y diosas venerados en los templos se transportan en grandes carros de madera llamados ratha y son arrastrados por los devotos en un desfile. Los carros suelen tener de 5 a 6 m  de altura y pesar varias toneladas. Se fijan al carro enormes ruedas de madera maciza. El carro es tirado por hombres especialmente entrenados. La carroza parece un pequeño templo o santuario, ya que siempre tiene figuras de dioses y diosas talladas.

## Localización y acceso

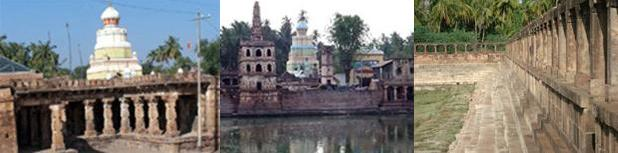
Montaje de vistas del estanque de agua frente al templo.

El templo de Banashankari, situado al sur de Badami, y la propia ciudad de Badami están encajonados entre dos desfiladeros. El valle formado por los dos desfiladeros tiene escarpadas crestas de arenisca. La formación del suelo se denomina suelo de algodón negro.
El templo se encuentra en Cholachagudd a unos 5 km de Badami, en la carretera a Gadag-Betageri. Badami La estación de ferrocarril más cercana es la de South Western Railways. Badami está bien comunicada por una buena red de carreteras con todas las partes de Karnataka y se encuentra a 495 km de Bangalore y a 125 km de Hubli, que es el aeropuerto más cercano.